# Paris match

paris match(일본어: パリス・マッチ)는 일본의 3인조 음악 그룹이다. 그룹의 이름은 영국 그룹 The Style Council의 앨범인 Café Bleu의 수록곡 "The Paris Match"에서 유래 하였다.

## 구성 멤버
- 미즈노 마리 (ミズノマリ) - 노래
- 스기야마 요스케 (杉山洋介) - 작곡
- 후루사와 다이 (古澤大) - 작사

## 역사
1998년에 결성하여, 2000년에 빅터 엔터테인먼트의 JVC 엔터테인먼트 네트워크스를 통해 데뷔하였다. 2007년 5월 31일에 JVC 엔터테인먼트와 계약이 종료되어, 2007년 6월 1일부터 coolism productions를 새로운 거점으로 활동하고 있다. 2007년 10월 30일에 어뮤즈소프트 엔터테인먼트로 이적을 공식발표하였다.

## 디스코그래피

### 앨범
- volume one (2000년 4월 21일)
- PM2 (2001년 8월 1일)
- typeIII (2002년 6월 21일)
- song for you (2002년 11월 21일) - 크리스마스 기획 미니 앨범
- QUATTRO (2003년 6월 25일)
- volume one plus (2004년 4월 21일)
- ♭5 (2004년 7월 16일)
- after six (2006년 3월 24일)
- Our Favourite Pop (2007년 1월 24일) - 팝 리메이크 앨범
- BEST OF PARIS MATCH (2007년 6월 20일) - 빅터 시절 베스트 앨범
- remix & rare "WHITE" (2007년 6월 20일) - 다운로드 한정 리믹스 앨범
- Flight 7 (2008년 2월 13일)
- Passion8 (2009년 6월 24일)

### 싱글
- HAPPY-GO-ROUND (2000년 11월 22일)
- DESERT MOON (2001년 4월 4일)
- KISS (2001년 7월 18일)
- DEEP INSIDE (2001년 11월 21일)
- Saturday (2002년 6월 5일)
- SUMMER BREEZE (2003년 7월 23일)
- 太陽の接吻 (キス) (2003년 11월 5일)
- 恋の兆し (2005년 3월 24일)
- VOICE (2005년 11월 23일)

### DVD
- anthology 2000-2005 (2006년 3월 24일) - 비디오클립 모음집